# Distrito de Potoni
Potoni es un distrito de la provincia de Azángaro en el departamento peruano de Puno, bajo la administración del Gobierno regional de Puno. En el año 2007 tenía una población de 6 592 habitantes y una densidad poblacional de 10,9 personas por km². Abarca un área total de 602,95 km².
Desde el punto de vista jerárquico de la Iglesia católica forma parte de la diócesis de Puno, sufragánea de la arquidiócesis de Arequipa.

## Historia
El distrito fue creado mediante Decreto Supremo del 2 de mayo de 1854., en el gobierno del Presidente José Rufino Echenique.

## Geografía
Potoni se encuentra ubicado en las coordenadas 14°20′10″S 70°6′1″O / -14.33611, -70.10028. Según el INEI, Potoni tiene una superficie total de 602,95 km². este distrito se encuentra situado en el oeste de la Provincia de Azángaro, en la zona norte del departamento de Puno y en la parte sur del territorio peruano. Su capital Potoni halla a una altitud de 4.172 m s. n. m.. Tiene 01 centro poblado, 14 comunidades campesinas y 05 anexos.
| Noroeste: distrito de Antauta | Norte: distrito de Ajoyani y distrito de Crucero | Noreste: distrito de Crucero |
| Oeste: distrito de Antauta    |                                                  | Este: distrito de Putina     |
| Suroeste distrito de Antauta  | Sur: distrito de San Antón y distrito de Muñani  | Sureste: distrito de Putina  |

## Demografía
Según el censo peruano de 2007, había 6.592 personas residiendo en Potoni. La densidad de población era 10,9 hab./km².

## Autoridades

### Municipales
- 2015 - 2018[3]
  - Alcalde: José Adolfo Muchica Quispe, del Proyecto de la Integración para la Cooperación.
  - Regidores:

  1. Jaime Wilson Sucapuca Apaza (Proyecto de la Integración para la Cooperación)
  2. Fortunato Feliciano Machaca Salguero (Proyecto de la Integración para la Cooperación)
  3. Beltrán Chuchi Condori (Proyecto de la Integración para la Cooperación)
  4. Elizabeth Condori Chusi (Proyecto de la Integración para la Cooperación)
  5. José Erasmo Jilari Alata (Por las Comunidades Fuente de Integración Andina de Puno - Confía - Puno)

- 2023 - 2027[4]
  - Alcalde: Gonzalo Yrpanocca Machacca
  - Regidores:

  1. Roger Apaza Apaza (Reforma y honradez por más obras)
  2. María Magdalena MuÑIz Turpo  (Reforma y honradez por más obras)
  3. Sabio Jorge Mamani Turpo (Reforma y honradez por más obras)
  4. Rufina Corina Portillo Alemán (Reforma y honradez por más obras)
  5. Lucio Condori Huahuacondori (Partido político Nacional Perú Libre)

### Policiales
- Comisario:  PNP

### Religiosas
- Diócesis de Puno[5]
  - Obispo: Mons. Jorge Pedro Carrión Pavlich.

## Economía

### Recursos mineros no metálicos
La minería fue explotado en el periodo del virreinato por los españoles, en el distrito de Potoni se tenía la presencia de recursos mineros como: la plata, plomo ubicado en los lugares de Korisunga, Koricuncca, Kollpa Parqui, Vilachoccoya, en la actualidad se cuenta con bocaminas y fundiciones, en la comunidad de Llaulli se descubrió la existencia de oro la que viene siendo ser analizado.
En las comunidades de Llaulli, Estrella, Carputa, Collana, C.P. Carlos Gutiérrez Z. se tiene la presencia de recursos no metálicos no metálicos como: zonas yeseras, piedras calizas, cal, arena, hormigón y otros; la arena, hormigón y piedras son utilizadas para la construcción de diversas infraestructuras.

## Festividades
- Cruz de Mayo.
- San Juan de Potoni.